# فولفغانغ كنالر
فولفغانغ كنالر (بالألمانية: Wolfgang Knaller)‏ (مواليد 9 أكتوبر 1961) هو لاعب كرة قدم. يلعب مع منتخب النمسا لكرة القدم. سبق له أن لعب في كأس العالم لكرة القدم مع منتخب بلاده.

## روابط خارجية
- فولفغانغ كنالر على موقع الاتحاد الدولي (مؤرشف)  (الإنجليزية)
- فولفغانغ كنالر على موقع قاعدة بيانات كرة القدم.إي يو (الإنجليزية)
- فولفغانغ كنالر على موقع ناشيونال فوتبول تيمز (الإنجليزية)
- فولفغانغ كنالر على موقع عالم كرة القدم.نت (الإنجليزية)